# PlayStation Classic
O PlayStation Classic é um console de videogame dedicado da fabricante Sony Interactive Entertainment, lançado em dezembro de 2018 (24º aniversário do lançamento do console PSX), que emula jogos originalmente lançados para seu console PlayStation de 1994 ou PSX.
Foi anunciado em setembro de 2018 no Tokyo Game Show, com a divulgação de cinco jogos. O console foi comparado aos lançamentos dos mini-consoles da fabricante concorrente Nintendo, o NES Classic Edition e o Super NES Classic Edition. Apesar disso, o console recebeu críticas mistas, devido a fraca biblioteca de jogos, uso do controlador original, uso de versões PAL e alto preço; embora o design do console tenha atraído elogios.
O PlayStation Classic vem com duas réplicas dos controles do PlayStation (sem os sticks analógicos), um cabo HDMI e um cabo USB Micro-A para USB-A padrão. Um adaptador AC para o console.
O console pesa cerca de 170 g (0.37 lb) e tem um tamanho aproximado de 149 mm × 33 mm × 105 mm (5.9 in × 1.3 in × 4.1 in), aproximadamente 80% menor em volume em relação ao PlayStation original e 45% menor em largura e comprimento. Inclui portas para ambos os controladores, saída HDMI e alimentação via USB. Os cabos do controlador medem aproximadamente 1.5 m (4.9 ft) comprimento.
Este não é compatível com cartão de memória Playstation. Mas possui 16 GB de armazenamento flash eMMC.
Internamente, o console usa um sistema MediaTek MT8167a Quad A35, em um chip com quatro núcleos de processamento central com clock de @ 1.5 GHz, com uma unidade de processamento gráfico Power VR GE8300 e, 1 GB de memória DDR3.
O Clássica usa o ReARMed PCSX, um emulador de código aberto para executar os jogos.
A versão Clássica possui 20 jogos pré-carregados, executados via emulador de código aberto, PCSX ReARMed. Cinco jogos foram revelados quando o console foi anunciado, e a lista completa foi revelada um mês depois. Alguns jogos variam entre as regiões. O dispositivo não faz interface com o serviço PlayStation Network, não ocorrendo adição de novos jogos após o lançamento.
Cada jogo pode ser suspenso e salvo pressionando o botão "reset" do console. Nove jogos usam o lançamento PAL (usado na maioria dos países europeus), independentemente da plataforma de lançamento do console, o que significa que rodam em uma taxa de quadros abaixo de 50 Hz( em oposição ao padrão NTSC que usa a taxa de 60 Hz usado na América do Norte e, países asiáticos) respondendo mais lentamente do que os jogadores de regiões NTSC esperariam.
A versão norte-americana do Clássico recebeu uma classificação boa do grupo ESRB devido à inclusão dos jogos Grand Theft Auto, Metal Gear Solid e, Resident Evil: Director's Cut. Da mesma forma, a versão europeia recebeu nota 18 do grupo PEGI e também a avaliação do USK 16 alemão (as classificações do PEGI não são formalmente reconhecidas na Alemanha) e a avaliação MA 15+ da Austrália, visto que também é vendido na Austrália (outro território PAL).
A caixa do sistema recomenda o sistema para maiores de 6 anos, devido aguns títulos individuais como Rayman, que têm classificações adequada para essa faixa etária, mas o console fornece acesso a todos os 20 jogos, sem controles dos pais ou configurações para restringir os jogos disponíveis.

}}

## Liberação
O PlayStation Clássico recebeu em geral críticas mixtas, com as críticas sendo dirigidas a coletânia de jogos, falta de títulos populares, o uso de versões PAL para certos títulos, o uso do controlador original e o preço de $ 100, embora o design recebera elogios. Tristan Ogilive da IGN criticou a falta de títulos populares no console, como Tomb Raider e Crash Bandicoot, e destaca que "quase metade dos jogos incluídos são da versão PAL", o que causou problemas de consistência no Regiões NTSC. Sam Loveridge da GamesRadar+ elogiou o visual do console, mas criticou a seleção de jogos, a apresentação fraca dos jogos devido às barras pretas nas laterais da tela e o comprimento curto dos cabos dos controles.
John Linneman da Digital Foundry da Eurogamer também deu uma análise similarmente mixta, observando a emulação de baixa qualidade da imagem, falta de melhorias e uso de lançamentos de jogos PAL em unidades norte-americanas, embora elogiasse a interface do usuário. Chris Carter da Destructoid compartilha uma opinião semelhante, citando que a emulação no console clássico é às vezes, "pior que o original", mas elogiou a recuperação instantânea e o tamanho do armazenamento interno. Joe Juba da Game Informer lamentou a falta de alavancas analógicas no controle, junto com a falta de seleção de títulos e um menu básico, o que torna o sistema apenas para um público extremamente específico.
Em resposta a seleção fraca de jogos, usuários modificaram voluntariamente o console para que qualquer ROM de jogo possa ser adicionada ao console, transformando-o em um emulador dedicado, semelhante ao Retropie.
O Clássico vendeu 120 mil unidades durante sua primeira semana no Japão. Mas foram visivelmente baixas nos Estados Unidos (nas primeiras quatro semanas durante o Natal), com muitos varejistas e sites dos Estados Unidos, como a Amazon, ofereceram descontos para o console de até US$ 60. As razões para a queda de preço neste momento sugeriam uma combinação de superprodução da unidade, superfaturamento do custo original, ou desinteresse pela unidade, que havia sido criticado negativamente pelos jornalistas. Pouco mais de dois meses após o lançamento, o console foi ainda mais reduzido no Walmart, para o valor US$ 40. Em junho de 2019, ocorreu outra queda de preço para 29,99 €, GB£ 26,99 e, US$ 29.99 em todos os varejistas da Europa, Reino Unido e, EUA, respectivamente, como parte dos eventos de venda "Dias do Jogo". Em julho de 2019, a Best Buy e a Amazon começaram a vender o console por US$20 .